# Symplecta (Psiloconopa) yasumatsui
Symplecta (Psiloconopa) yasumatsui is een tweevleugelige uit de familie steltmuggen (Limoniidae). De soort komt voor in het Palearctisch gebied.